# 1839 na música

## Nascimentos
| Data        | Nome              | Profissão  | Nacionalidade | Observações | Ref |
| ----------- | ----------------- | ---------- | ------------- | ----------- | --- |
| 21 de Março | Modest Mussorgsky | compositor | Rússia        | m. 1881     |     |

## Mortes
| Data        | Nome                | Profissão               | Nacionalidade | Observações | Ref |
| ----------- | ------------------- | ----------------------- | ------------- | ----------- | --- |
| 8 de Março  | Adolphe Nourrit     | tenor                   | França        | n. 1802     |     |
| 8 de Junho  | Aloisia Weber Lange | soprano                 | Alemanha      | n. 1760     |     |
| 10 de Julho | Fernando Sor        | compositor e violonista | Espanha       | n. 1778     |     |